# Campyloneurus heuvelensis
Campyloneurus heuvelensis är en stekelart som beskrevs av Cameron 1911. Campyloneurus heuvelensis ingår i släktet Campyloneurus och familjen bracksteklar. Inga underarter finns listade.